# ビースリー (企業)
株式会社ビースリー（be-3 Co.,Ltd. ）は、Webマーケティング事業を中心として通信事業などを展開する企業。近年では、海外での事業についても積極的に展開しており、タイ王国において飲食店の店舗運営などを行っており、関連する食品事業を国内、国外にて展開。

## 沿革
元エキサイト社員の田和充久が2007年6月に創業。携帯端末向けサービスやWebマーケティング事業などを展開。
2007年6月、恵比寿にて株式会社ビースリーを創業。
2016年12月、タイ王国において「YAMAZAKURA Co.,LTD」設立。「北海道　しろくま屋」をオープン。
2017年5月、本社を品川区に移転。
2019年4月、タイ王国において、「Shirokumaya CAFE」オープン。
2020年1月、登録支援機関に登録
2020年6月、パン・菓子の試験的製造販売開始
2020年12月、経営革新計画承認企業となる
事業継続力強化計画認定企業となる
大田区南六郷に自社食品工場及びラボの新工場設立
2021年2月、ものづくり・商業・サービス生産性向上促進補助金に採択

## 事務所
- 本社：東京都品川区西五反田二丁目20番8号 ドルミ五反田ドゥメゾン６０９
- 工場：東京都大田区南六郷二丁目5番10号 サンアイランド101